# Landschaftsschutzgebiet Unteres Emkental

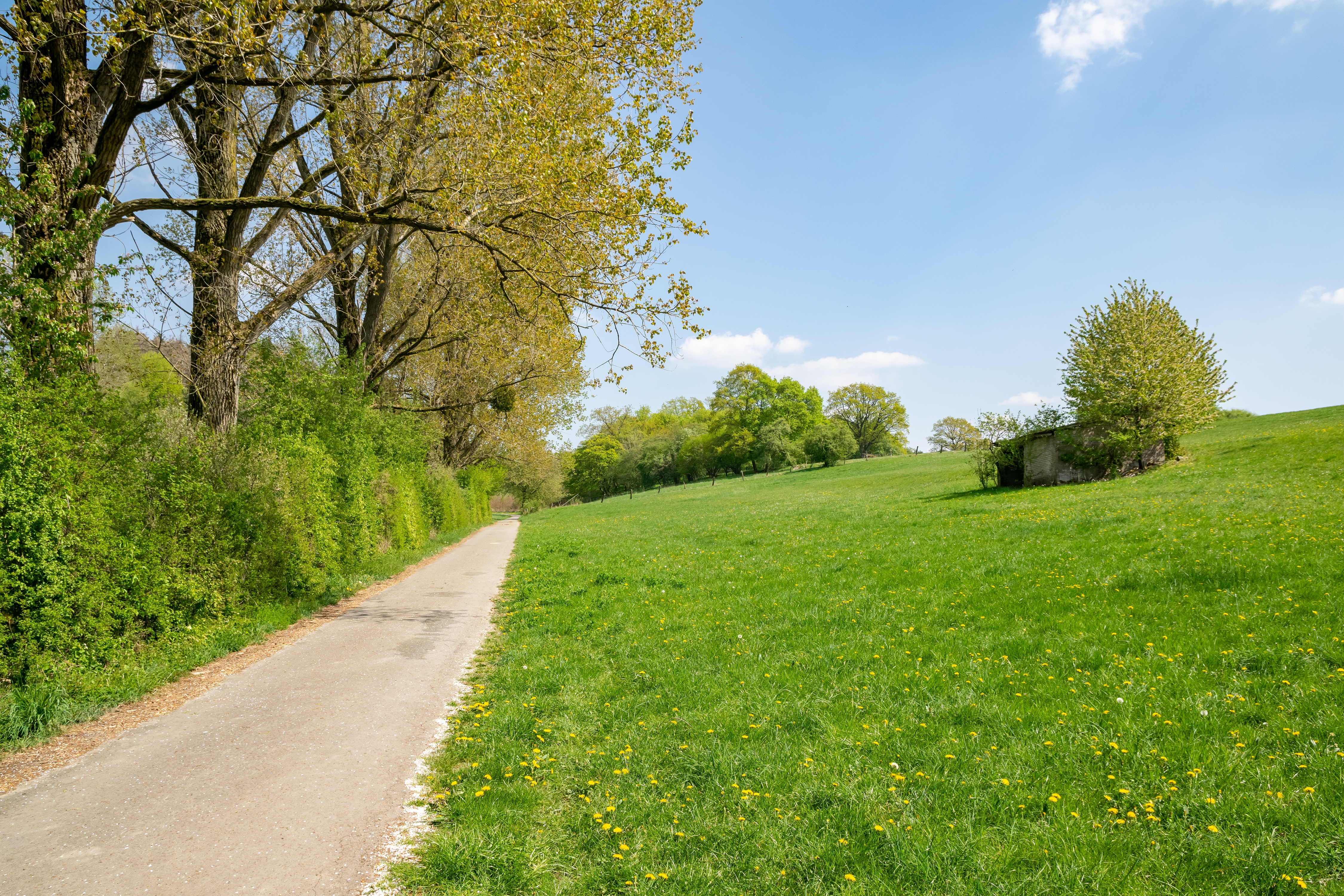
Landschaftsschutzgebiet Unteres Emkental

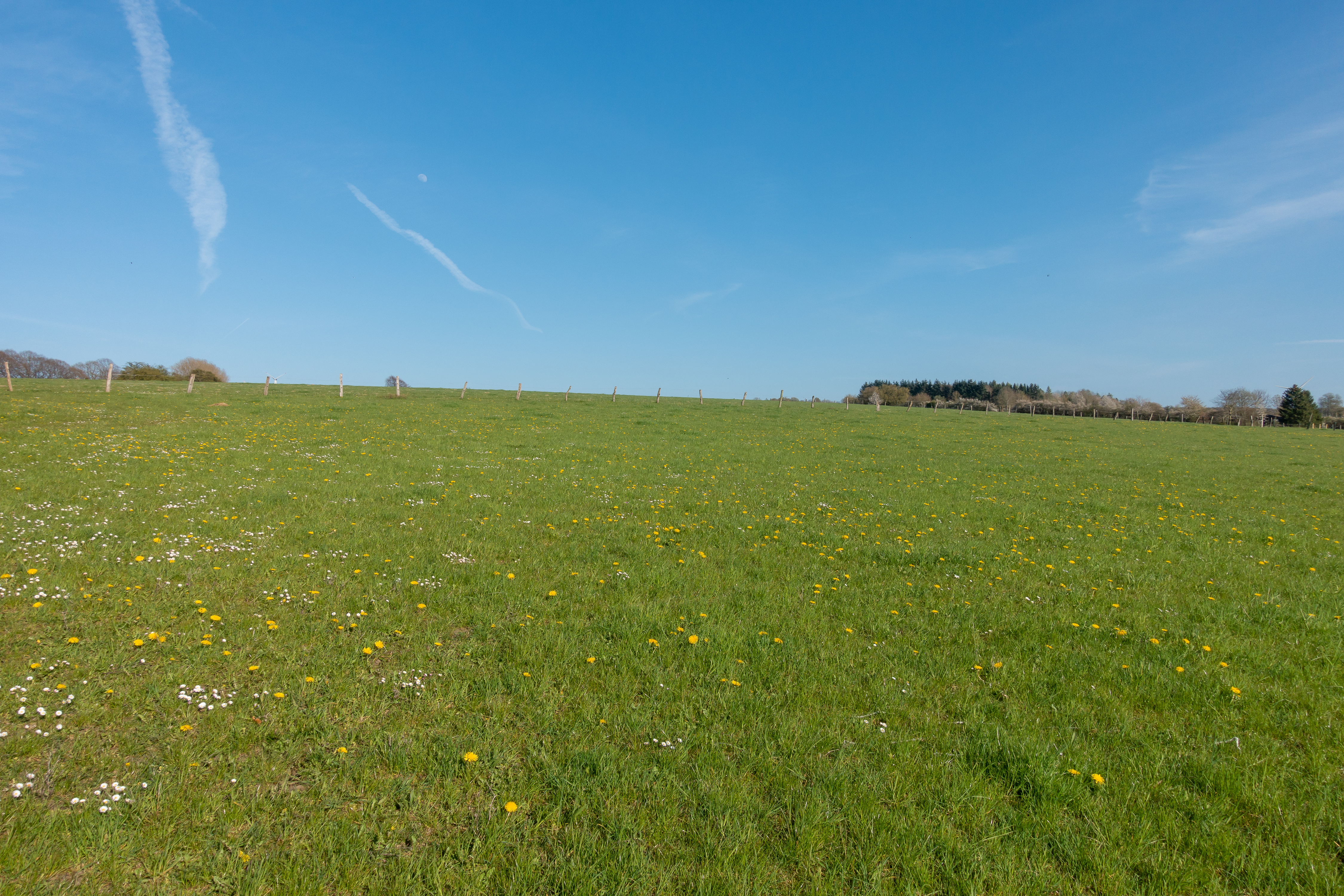
Weidebereich

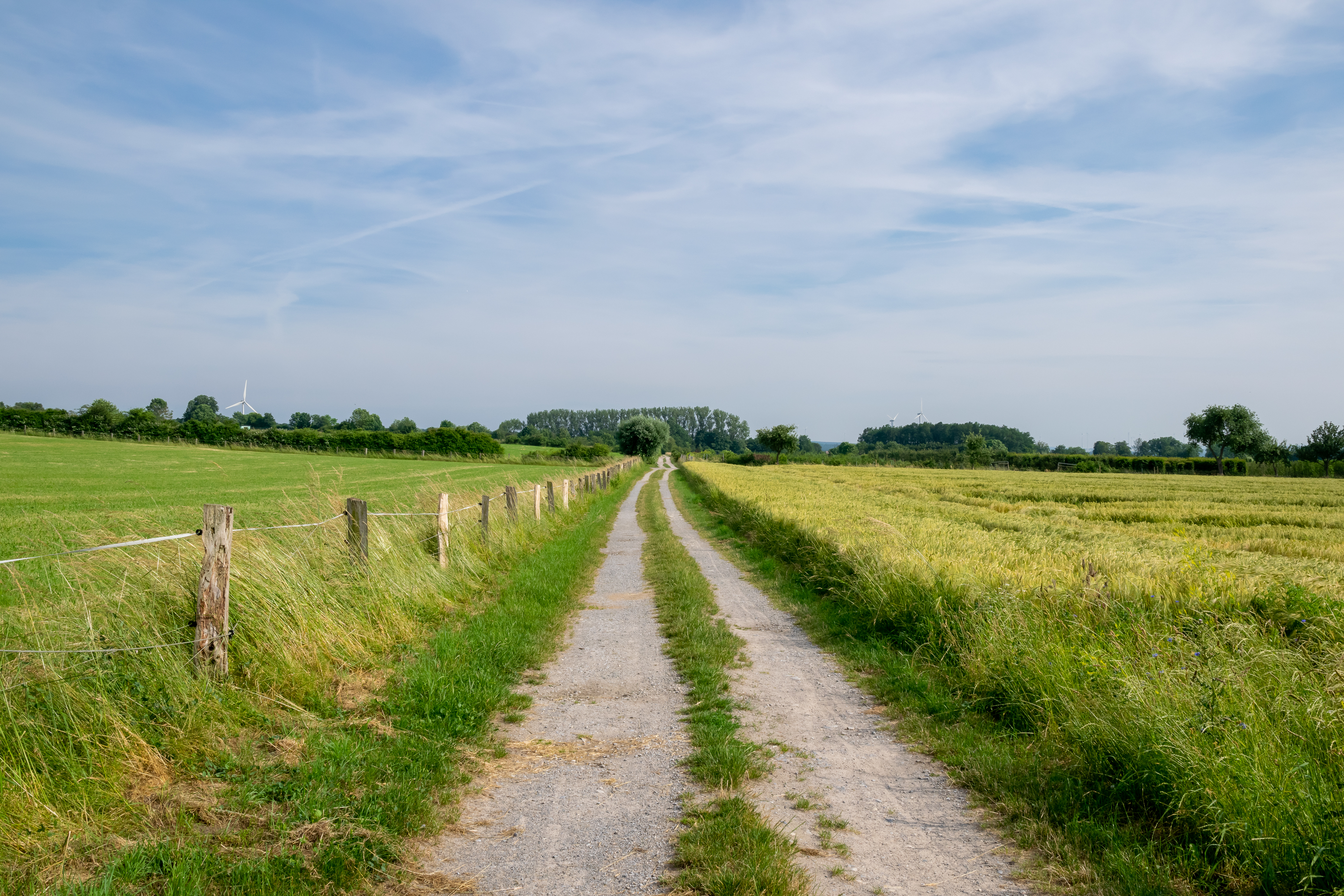
Bereich mit Acker

Das Landschaftsschutzgebiet Unteres Emkental mit etwa 29 ha Flächengröße liegt im Gemeindegebiet von Schlangen. Es wurde 2005 mit dem Landschaftsplan  Nr. 10 Horn-Bad Meinberg/Schlangen durch den Kreistag des Kreises Lippe als Landschaftsschutzgebiet (LSG) ausgewiesen.

## Beschreibung
Das Landschaftsschutzgebiet liegt nordöstlich von Schlangen. Im Osten grenzt das Naturschutzgebiet Emkental an. Das LSG umfasst das Untere Emkental mit einem strukturreichen Biotopkomplex in einem hängigen Trockental. Dies wird überwiegend als Grünland genutzt. Der Biotopkomplex ist strukturiert mit Feldgehölzen, Hecken, Obstgehölzen, Baumreihen, Baumgruppen und einem Fichtenwäldchen. Der Untergrund besteht aus Plänerkalkschichten des Turonium. Im Landschaftsschutzgebiet Unteres Emkental sind teils magere Grünlandgesellschaften ausgebildet.

## Schutzzwecke für das LSG
Laut Landschaftsplan erfolgte die Ausweisung des LSG
- „zur Erhaltung der Leistungsfähigkeit des Naturhaushaltes,“
- „zur Erhaltung und Wiederherstellung eines Waldbereiches mit unterschiedlichen Feuchtestufen,“
- „zur Erhaltung eines Waldkomplexes in der Zerfallphase, wegen der Eigenart und Schönheit des alten Hudewaldes,“
- „zur Sicherung der das Landschaftsbild prägenden Alt- und Totholzbestände.“[1]

## Rechtliche Vorschriften
Im Landschaftsschutzgebiet ist unter anderem das Errichten bzw. Anlegen von Bauten und Fischteichen verboten. Grün- und Brachland darf nicht in eine andere Nutzungsart umgewandelt oder umgebrochen werden. Es ist im LSG verboten Hunde frei laufen zu lassen, ausgenommen ist die ordnungsgemäße Jagd und Hof- und Gartenbereiche. Obstbäume auf Obstwiesen und Einzelbäume dürfen nur gefällt werden, wenn dies einvernehmlich mit der Unteren Landschaftsbehörde abgestimmt wurde, und entsprechende Ersatzbäume gepflanzt werden.